# Cingulotomie
Cingulotomie je neurochirurgický zákrok, při němž se přeruší nervová vlákna vedoucí z frontálních laloků do gyrus cinguli. To je pravděpodobně zodpovědné za zprostředkování bolesti, úzkosti a obsese. Cingulotomie byla zavedena v roce 1952 jako alternativa k lobotomii. Jedná se o poslední možnost jak u pacientů omezit projevy obsedantně kompulzivní poruchy a chronickou bolest. Operaci předchází důkladné vyšetření na magnetické rezonanci či PET a zasahuje pouze cílovou oblast nervových spojů. Technicky se může provést stereotaxí a nebo gama nožem.